# Nadějov
Nadějov är en ort i Tjeckien.   Den ligger i regionen Vysočina, i den centrala delen av landet, 120 km sydost om huvudstaden Prag. Nadějov ligger 580 meter över havet och antalet invånare är 217.
Terrängen runt Nadějov är huvudsakligen platt, men österut är den kuperad. Terrängen runt Nadějov sluttar västerut. Runt Nadějov är det ganska glesbefolkat, med 26 invånare per kvadratkilometer. Närmaste större samhälle är Jihlava, 13,4 km väster om Nadějov. I omgivningarna runt Nadějov växer i huvudsak blandskog.